# Oruza microstigma
Oruza microstigma är en fjärilsart som beskrevs av W. Warren 1913. Oruza microstigma ingår i släktet Oruza och familjen nattflyn. Inga underarter finns listade i Catalogue of Life.